# Episodi di Alice Nevers - Professione giudice (terza stagione)
La terza stagione della serie televisiva Alice Nevers - Professione giudice è composta da due episodi di circa 90 minuti, trasmessi per la prima volta da TF1 dal 24 al 30 gennaio 2005.
In Italia la stagione è stata trasmessa su Rai 3 dal 29 luglio al 5 agosto 2010.
| nº | Titolo originale   | Titolo italiano            | Prima TV Francia | Prima TV Italia |
| -- | ------------------ | -------------------------- | ---------------- | --------------- |
| 1  | Ficelle            | Un delitto troppo perfetto | 24 gennaio 2005  | 29 luglio 2010  |
| 2  | La dernière étoile | L'ultima stella            | 30 gennaio 2005  | 5 agosto 2010   |

## Un delitto troppo perfetto
- Titolo originale: Ficelle
- Diretto da: Jean-Marc Seban
- Scritto da: Phillippe Donzelot e Jean-Jacques Kahn

### Trama
Un tossicodipendente viene trovato morto nel porto della Bastiglia, e Alice e Romance scoprono che ha un figlio di 7 anni che vive con i nonni, al seguito dell'incarcerazione della madre per spaccio per poi essere rilasciata il giorno prima dell'omicidio.

## L'ultima stella
- Titolo originale: La dernière étoile
- Diretto da: Jean-Marc Seban
- Scritto da: Laurent Vachaud

### Trama
Il proprietario di una guida gastronomica muore avvelenato nel suo appartamento, e Alice è rivolta al settore della ristorazione, e in particolare al proprietario di un ristorante molto famoso che ha perso una stella nell'ultima edizione della guida.